# Jean-Louis Barrault

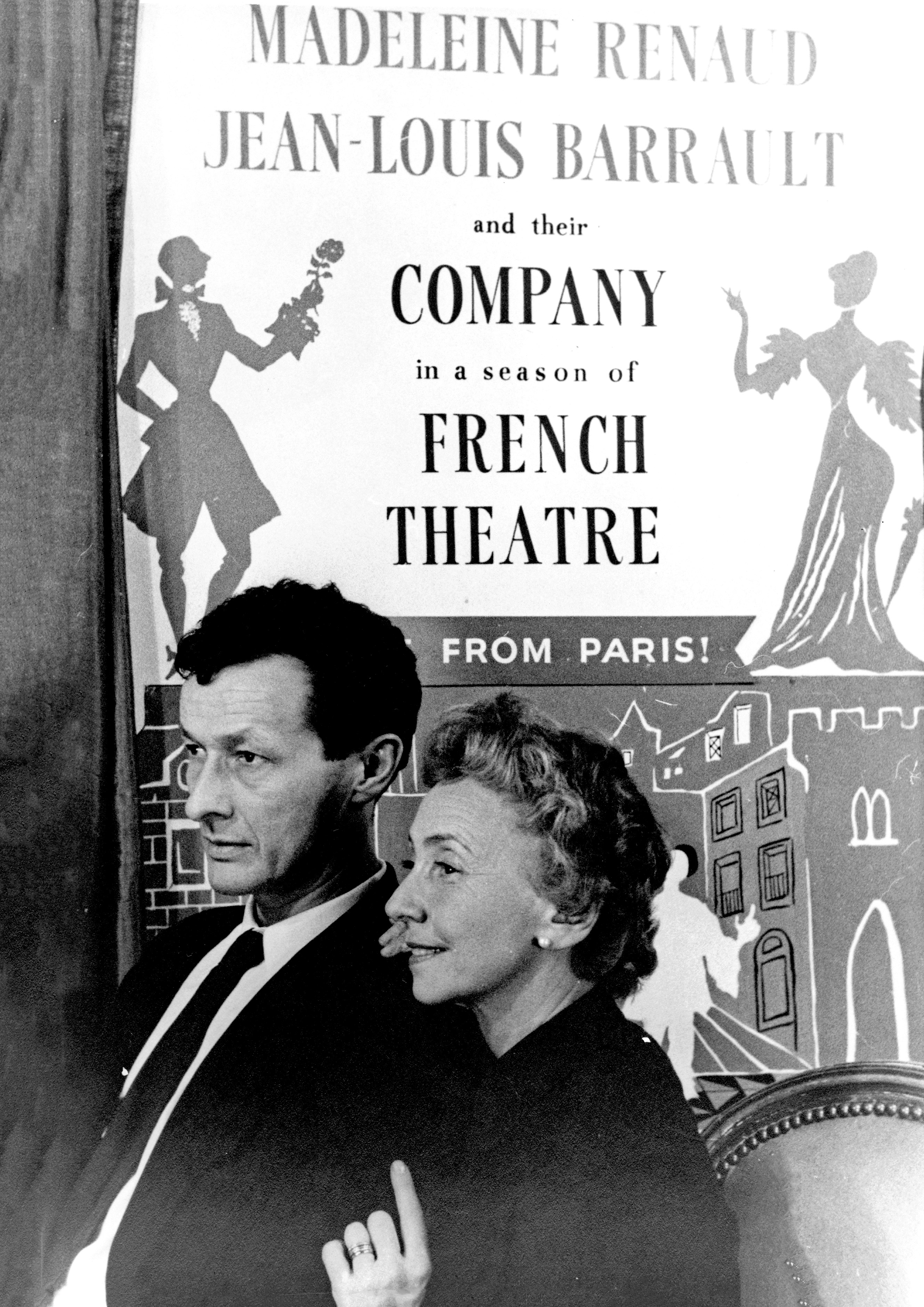
Con Madeleine Renaud.

Jean-Louis Barrault (Le Vésinet, 8 de septiembre de 1910 - París, 22 de enero de 1994) fue un célebre actor, mimo y director francés que junto a su esposa Madeleine Renaud integró un dúo teatral de fama mundial.
Fue el último eslabón con el grupo de innovadores teatrales de entre las dos guerras mundiales en Francia, denominado el
Cartel des Quatre: Jacques Copeau, Louis Jouvet, Charles Dullin y Gaston Baty.

## Trayectoria
Aunque reconoce que Charles Dullin fue su verdadero maestro, también fue discípulo de Étienne Decroux, que al finalizar la Segunda Guerra Mundial, presenta junto con él la llamada pantomima de estilo, que se reduce a la más sencilla expresión.
En la Comedie Francaise conoce en 1936 a Madeleine Renaud con quien se casa en 1940, después de la guerra forman su propia Compañía Renaud-Barrault de ilustre trayectoria en París y en giras internacionales por Europa, Estados Unidos y América del Sur, visitando Buenos Aires en tres oportunidades: 1950, 1954 y 1961.
Pronto le dan un papel en el clásico del cine Les enfants du paradis de Marcel Carné, junto a Arletty, Pierre Brasseur y María Casares, consagrándose como el payaso Baptiste y luego en el Teatro Marigny encarna un Pierrot, recreación de Baptiste un asesino de comerciante de telas. También actuó en El día más largo, Si Versailles contara, La ronda, La noche de Varennes y las versiones cinematográficas de Cristóbal Colón de Paul Claudel y Los días felices (Beckett).
Interpretó Hamlet en la versión de André Gide, La Orestiada y otros clásicos y obras y adaptaciones de Jean Paul Sartre, Kafka, Racine, Rabelais, Albert Camus, Georges Feydeau, Molière, Jean Genet,  Chejov, Eugène Ionesco y Samuel Beckett y muy especialmente Antonin Artaud y Paul Claudel.
Barrault llega a ser director del Teatro Nacional Popular y del Teatro de las Naciones de París.
En 1967 y 1967 dirige en el Metropolitan Opera de Nueva York las óperas Fausto de Gounod y Carmen de Bizet.
En 1975 la editorial Fundamentos, publica su libro de memorias, Mi vida en el teatro.
Se le atribuyen frases como
"La edad madura es aquella en la que todavía se es joven, pero con mucho más esfuerzo" y " De hecho las cosas más simple son las más difíciles de hacer bien. Leer, por ejemplo. Ser capaz de leer exactamente lo que está escrito, sin omitir nada de lo escrito y al mismo tiempo sin añadir nada propio. ¡Para ser capaz de capturar el contexto exacto de las palabras, es preciso leerlas y ser capaz de leer!"
Murió de un infarto cardiaco. El mismo año falleció su compañera Madeleine Renaud.

## Trayectoria en Teatro (actor)
Théâtre de l'Atelier
- 1931 : Volpone de Benjamin Jonson, dirigida por Charles Dullin, un domestique
- 1931 : Tsar Lénine de François Porché, dirigida por Charles Dullin,
- 1931 : La Vie primitive de Étienne Decroux
- 1932 : L'Ombre de Simone-Camille Sans, dirigida por Charles Dullin
- 1932 : La Comédie du bonheur de Nicolas Evreinoff, dirigida por Charles Dullin
- 1932 : Volpone de Jules Romains, dirigida por Charles Dullin
- 1933 : Richard III de William Shakespeare, dirigida por Charles Dullin
- 1934 : Les Coqs de Jacques Klein, dirigida por André Barsacq : Vagenère
- 1934 : Comme il vous plaira de William Shakespeare, dirigida por Jacques Copeau
- 1934 : Le Coup de Trafalgar de Roger Vitrac
- 1935 : Le Médecin de son Honneur de Pedro Calderón de la Barca, dirigida por Charles Dullin
- 1935 : Autour deune mère sobre el texto de William Faulkner : Jewel-le bâtarde'
- 1936 : Un homme comme les autres deArmand Salacrou, dirigida por Paulette Pax
- 1937 : Numance de Cervantes: Morando, Le magicien, Le fleuve Duero
- 1938 : La terre est ronde de Armand Salacrou
- 1938 : Le Misanthrope  de Molière, dirigida por Sylvain Itkine: Alceste
- 1939 : La Faim sobre el texto de Knut Hamsun: Tangen
- 1939 : Hamlet ou Les suites de la piété filiale de Jules Laforgue, dirigida por Charles Granval: Hamlet

Comédie-Française
- 1940 : Le Misanthrope de Molière, dirigida por Jacques Copeau : un garde
- 1940 : Cyrano de Bergerac deEdmond Rostand, dirigida por Pierre Dux : deArtagnan
- 1940 : Polyeucte de Corneille : Fabian
- 1940 : Le Cid de Corneille, dirigida por Jacques Copeau : Rodrigue
- 1941 : Noé de André Obey, dirigida por Pierre Bertin: Cham
- 1941 : André del Sarto deAlfred de Musset, dirigida por Jean Debucourt : Cordiani
- 1942 : Gringoire de Théodore de Banville, dirigida por Denis deInès : Pierre Gringoire
- 1942 : Hamlet de William Shakespeare, dirigida por Charles Granval
- 1942 : La Reine morte deHenry de Montherlant, dirigida por Pierre Dux : don Pedro
- 1943 : Le Soulier de satin de Paul Claudel : Don Rodrigue
- 1944 : Ruy Blas de Victor Hugo, dirigida por Pierre Dux : Ubilla
- 1944 : Les Fiancés du Havre deArmand Salacrou : Richarde'
- 1944 : Le Malade imaginaire de Molière, dirigida por Jean Meyer : Polichinelle
- 1945 : Antoine y Cléopâtre de William Shakespeare : Eros
- 1946 : La Princesse deÉlide de Molière : Moron

- 1946 : Huis clos de Jean-Paul Sartre: Garcin

Théâtre Marigny
- 1946 : Le Cocu magnifique de Fernand Crommelynck : Bruno
- 1946 : Hamlet de William Shakespeare : Hamlet
- 1946 : Baptiste de Jacques Prévert & Joseph Kosma : Baptiste
- 1946 : Les Fausses Confidences de Marivaux : Dubois
- 1946 : Les Nuits de la colère deArmand Salacrou : Jean
- 1946 : Le Cocu magnifique de Fernand Crommelynck: Bruno
- 1947 : Les Fausses Confidences de Marivaux: Dubois
- 1947 : Baptiste de Jacques Prévert & Joseph Kosma: Baptiste
- 1947 : Le Procès de Franz Kafka, adaptación André Gide : Joseph K
- 1947 : La Fontaine de jouvence de Borís Kojnó : Philémon
- 1948 : Occupe-toi deAmélie de Georges Feydeau : Mouilletu
- 1948 : L'État de siège deAlbert Camus : Diego
- 1948 : Partage de midi de Paul Claudel : Mesa
- 1949 : Les Fourberies de Scapin de Molière, dirigida por Louis Jouvet : Scapin
- 1949 : Partage de midi de Paul Claudel: Mesa
- 1949 : Le Bossu de Paul Féval y Anicet Bourgeois: Le Régent
- 1950 : Malatesta de Henry de Montherlant : Malatesta
- 1950 : Les Poèmes que nous aimons, Boubouroche de Georges Courteline, Le Mime du cavalier
- 1950 : La Répétition ou l'Amour puni de Jean Anouilh : le Comte Tigre
- 1951 : Bacchus de Jean Cocteau, dirigida por de l'auteur : Cardinal Zampi
- 1951 : Les Fourberies de Scapin de Molière, dirigida por Louis Jouvet: Scapin
- 1951 : L’Échange de Paul Claudel : Louis Laine
- 1951 : Lazare de André Obey: Lazare
- 1952 : La Répétition ou l'Amour puni de Jean Anouilh: le Comte Tigre
- 1952 : Bacchus de Jean Cocteau, dirigida por el autor: Cardinal Zampi
- 1952 : L’Échange de Paul Claudel: Louis Laine
- 1953 : Occupe-toi deAmélie de Georges Feydeau: Mouilletu
- 1953 : Pour Lucrèce de Jean Giraudoux : le Procureur Lionel Blancharde'
- 1954 : La Cerisaie de Chejov : Trofimov
- 1955 : Bérénice de Racine, Antiochus
- 1955 : Volpone de Jules Romains y Stefan Zweig sobre el texto de Ben Jonson : Corbaccio
- 1955 : Intermezzo de Jean Giraudoux : Le Spectre
- 1955 : L'Orestie de Esquilo, Festival de Bordeaux
- 1955 : Le Chien du jardinier de Georges Neveux sobre el texto de Felix Lope de Vega : Théodore
- 1955 : Les Suites deune course de Jules Supervielle : Baptiste
- 1956 : Le Misanthrope de Molière: Alceste
- 1956 : Le Chien du jardinier de Georges Neveux sobre el texto de Felix Lope de Vega: Théodore
- 1956 : Le Personnage combattant de Jean Vauthier
- 1956 : Histoire de Vasco de Georges Schehadé: César

Théâtre Sarah Bernhardt
- 1957 : Partage de midi de Paul Claudel : Mesa
- 1957 : Histoire de Vasco de Georges Schehadé: César
- 1957 : Le Château de Franz Kafka : Joseph K
- 1957 : Madame Sans-Gêne de Victorien Sardou, dirigida por Pierre Dux : Joseph Fouché

- Gira en Estados Unidos y Canadá

Théâtre du Palais-Royal
- 1958: Le Soulier de satin de Paul Claudel
- 1959: La Vie parisienne de Jacques Offenbach

Teatro del Odéon
- 1959 : Tête deor de Paul Claudel
- 1959 : La Petite Molière de Jean Anouilh
- 1959 : Les Fausses Confidences de Marivaux : Dubois
- 1959 : Baptiste pantomime-ballet de Jacques Prévert sobre el texto de Les Enfants du paradis, chorégraphie Jean-Louis Barrault: Baptiste
- 1960 : Rhinocéros de Eugène Ionesco : Bérenger
- 1960 : La Cerisaie de Chejov : Trofimov
- 1960 : Jules César de William Shakespeare : Cassius
- 1960 : Occupe-toi deAmélie de Georges Feydeau : Mouilletu
- 1961 : Le Viol de Lucrèce de André Obey
- 1961 : Le Voyage de Georges Schehadé
- 1961 : Partage de midi de Paul Claudel : Mesa
- 1962 : L'Orestie de Esquilo : Le Coryphée
- 1962 : Hamlet de William Shakespeare: Hamlet
- 1963 : Les Fourberies de Scapin de Molière, dirigida por Louis Jouvet
- 1963 : Divines Paroles sobre el texto de Ramón María del Valle-Inclán, dirigida por Roger Blin: Lucero, alias Séptimo Miaou
- 1963 : Le Marchand de Venise de William Shakespeare, dirigida por Marguerite Jamois : Shylock
- 1963 : Oh les beaux jours de Samuel Beckett, dirigida por Roger Blin: Willie
- 1963 : Le Piéton de l'air deEugène Ionesco : Bérenger
- 1964 : Comme il vous plaira de William Shakespeare, dirigida por Jean-Pierre Granval
- 1964 : Hamlet de William Shakespeare : Hamlet
- 1965 : Oh les beaux jours de Samuel Beckett, dirigida por Roger Blin: Willie
- 1965 : : Numance de Cervantes : Marquino
- 1965 : Hommes y pierres de Jean-Pierre Faye, dirigida por Roger Blin : Vaïna
- 1966 : Partage de midi de Paul Claudel : Mesa
- 1966 : Spectacle Beckett-Ionesco-Pinget (incluidas Délire à deux y La Lacune de Eugène Ionesco)
- 1966 : Les Paravents de Jean Genet, dirigida por Roger Blin : Si Slimane
- 1967 : La Tentation de saint Antoine sobre el texto de Gustave Flaubert, dirigida por Maurice Béjart

- 1967 : Henry VI de William Shakespeare: le Cardinal de Winchester
- 1971 : Le Personnage combattant de Jean Vauthier, dirigida por avec Roger Blin: Le Personnage
- 1974 : Le Suicidaire de Nikolaï Erdman, dirigida por Jean-Pierre Granval
- 1974 : Ainsi parlait Zarathoustra de Friedrich Nietzsche: Zarathoustra
- 1974 : Oh les beaux jours de Samuel Beckett, dirigida por Roger Blin: Willie
- 1975 : Christophe Colomb de Paul Claudel: Christophe Colomb
- 1975 : Les Nuits de Paris de Restif de la Bretonne : Restif de la Bretonne
- 1978 : Zadig ou la destinée de Voltaire: L'Hermite
- 1984 : Angelo, tyran de Padoue de Victor Hugo
- 1985 : Le Langage du corps de Jean-Louis Barrault
- 1985 : Le Cid de Corneille, dirigida por Francis Huster: le roi Don Fernande'
- 1985 : Les Oiseaux deAristofanes: Pisétaire
- 1986 : Catastrophe  y Impromptu deOhio de Samuel Beckett, dirigida por Pierre Chabert,
- 1986 : Théâtre de foire sobre el texto de Alain-René Lesage y deOrneval: Scaramouche
- 1987 : La Vie offerte de Jean-Louis Barrault y Madeleine Renaud

Élysée Montmartre
- 1970: Jarry sur la butte sobre textos de Alfred Jarry, dirigida por Jean-Louis Barrault

## Libros
- Reflexiones sobre el teatro, 1949
- El teatro de Jean-Louis Barrault, 1961
- Mi vida en el teatro, 1975
- Jean-Louis Barrault, un homme de théâtre (1983), ensayo cinematográfico.